# Taeyeon
Kim Tae-yeon (n. 9 martie 1989, Jeonju⁠(d), Coreea de Sud), cunoscută și ca Taeyeon, este o cântăreață, din Coreea de Sud, făcând parte din grupul Girls' Generation, Girls' Generation-TTS și SM the Ballad.
Taeyeon a debutat ca membră al grupului de fete Girls' Generation în 2007, care a devenit unul dintre cele mai cunoscute grupuri din Coreea de Sud la nivel mondial. De atunci a participat în continuare la alte proiecte SM Entertainment.
În 2015, Taeyeon și-a lansat EP-ul de debut ca și artistă solo, I. Acest album include hitul cu același nume de pe Gaon Digital Chart din Coreea de Sud. În 2016 a lansat single-ul "Rain", numărul 1 pe SM Station. În același an apare al doilea EP ai ei, "[Why]", ce a ocupat prima poziție pe topul Gaon Album Chart. Primul ei album de studio, My Voice 
(2017), conține single-uri din top 5: "11:11", "Fine" și "Make Me Love You". În 2018, Taeyeon s-a lansat în scena muzicală japoneză cu single-ul digital "Stay", urmat de EP-ul din 2019 "Voice". Al doilea album de studio al căntăreței, Purpose (2019), contine piese de succes precum "Four Seasons" și "Spark". "Four Seasons"  a ocupat primul loc pe Billboard K-Pop Hot 100 pentru 2 săptămâni consecutive și a ajuns pe locul 6 pe Billboard World Digital Songs.
A înregistrat coloane sonore pentru diferite seriale de televiziune care au avut mult succes, notabile fiind „If” pentru seria Hong Gil-dong (2008), „Can You Hear Me” pentru Beethoven Virus (2008), și piesa ce a ajuns în topul multor chart-uri: „All about You”, pentru „Hotel del Luna” (2019).
Cu vânzări de peste un milion de albume fizice și douăzeci de milioane de single-uri digitale până în 2021, Taeyeon este unul dintre cei mai bine vânduți artiști solo din Coreea de Sud. A primit diverse premii și nominalizări, inclusiv șase premii Golden Disc Awards, cinci Seoul Music Awards, trei Gaon Chart Music Awards, trei Melon Music Awards și trei Mnet Asian Music Awards.